# Hussein Carneil
Hussein Carneil, född 9 maj 2003 i Afghanistan, är en svensk fotbollsspelare som spelar för IFK Göteborg.

## Karriär
Som treåring flyttade Carneil med sin familj från Afghanistan till Trollhättan i Sverige. Han började spela fotboll i IFK Trollhättan och gick därefter till Skoftebyns IF innan han kom till IFK Göteborg 2019.
Den 20 februari 2022 tävlingsdebuterade Carneil för IFK Göteborg i en 2–0-vinst över Landskrona BoIS i Svenska cupen, där han blev inbytt i den 70:e minuten mot Hosam Aiesh. Den 15 mars 2022 blev Carneil uppflyttad i A-laget och skrev på ett fyraårskontrakt. Den 17 april 2022 gjorde Carneil allsvensk debut i 2–0-vinst i derbyt mot BK Häcken, där han blev inbytt mot Tobias Sana på stopptid. Den 1 augusti 2022 gjorde Carneil sitt första allsvenska mål i en 2–0-vinst över IFK Norrköping.